# Francisco Badaró
Francisco Badaró là một đô thị thuộc bang Minas Gerais, Brasil. Đô thị này có diện tích 463,777 km², dân số năm 2007 là 10269 người, mật độ 22,4 người/km².